# 1er gala des prix Félix
Les Lauréats des Prix Félix en 1979, artistes québécois œuvrant dans l'industrie de la chanson, ont reçu leurs récompenses à l'occasion du premier Gala de l'ADISQ, animé par Dominique Michel et Denise Filiatrault et qui eut lieu le 23 septembre 1979.

## Interprète masculin de l'année
- Claude Dubois

Autres nommés: Jean Lapointe, Félix Leclerc, Paul Piché, Michel Rivard, Martin Stevens.

## Interprète féminine de l'année
- Fabienne Thibeault

Autres nommées: Angèle Arsenault, Diane Dufresne, Nicole Martin, Ginette Reno, Nanette Workman.

## Révélation de l'année
- Fabienne Thibeault

Autres nommés: Angèle Arsenault, Paul Piché, Gilles Rivard, Gino Soccio.

## Groupe de l'année
- Fiori-Séguin (duo formé de Serge Fiori et de Richard Séguin)

Autres nommés: 1755, April Wine, Garolou, Frank Marino et Mahogany Rush.

## Chanson de l'année
- Le blues du businessman de Claude Dubois

Autres nommés: Le monde est stone de Fabienne Thibeault, Moi, je mange de Angèle Arsenault, Mon fils de Félix Leclerc, L'arbre est dans ses feuilles de Zachary Richard.
-  À noter : Les chansons finalistes de ce premier gala de l'ADISQ sont interprétées par Nicole Martin.

## Album de l'année
- Deux cent nuits à l'heure de Fiori-Séguin.

Autres nommés: Laisse-moi partir de Nicole Martin, Libre d'Angèle Arsenault, Migration de Zachary Richard.

## Album (auteur-compositeur-interprète) de l'année
- Deux cent nuits à l'heure de Fiori-Séguin.

Autres nommés: All Dressed Plume de Plume Latraverse, Libre d'Angèle Arsenault, Migration de Zachary Richard, Mon fils de Félix Leclerc.

## Album (coproducteur) de l'année
- Starmania

Autres nommés: Alibis de Carole Laure, Enregistrement à l'Olympia - vol. 2 de Diane Dufresne, Olympia '78 de Diane Dufresne, Ne t'en va pas de Nicole Martin

## Album rock de l'année
- Traversion d'Offenbach

Autres nommés: First Glance d'April Wine, Pagliaro rock and roll de Michel Pagliaro, Six Strings, Nine Lives de Walter Rossi, Tales Of The Unexpected (Frank Marino et Mahogany Rush).

## Album instrumental de l'année
- Le Saint-Laurent d'André Gagnon

## Album disco de l'année
- Taxi pour une nuit blanche de Toulouse

Autres nommés: Aimer d'amour de Boule noire, Bombers 2 de Bombers, Martin Stevens de Martin Stevens, Outline de Gino Socchio.

## Album folklore de l'année
- Garolou de Garolou

Autre nommé : Beausoleil Broussard de Beausoleil Broussard

## Album western de l'année
- Julie et ses musiciens de Julie et Paul Daraîche

Autres nommés : Honoré Godbout, volume 1 de Honoré Godbout, Je reste seule de Marie Lord, Julie et ses musiciens, volume 2 de Julie et Paul Daraîche, La fille du Québec de Marie King, L'hôtel et la boisson pour oublier de Chantal et Réjean Massé.

## Album le plus vendu de l'année
- Libre d'Angèle Arsenault

## Spectacle de l'année
- Carole Laure et Lewis Furey de Carole Laure et Lewis Furey

Autres nommés: Diane Dufresne au St-Denis... Comme un film de Fellini de Diane Dufresne, Showtime Dominique Showtime de Dominique Michel, Sur le gazon, sous les étoiles, en ville (Artistes variés),, Michel Rivard de Michel Rivard.

## Arrangeur
- François Dompierre

## Réalisateur
- Yves Martin

## Producteur
- Gilles Talbot

## Hommage
- Félix Leclerc

## Sources
Gala de l'ADISQ de l'année 1979